# 연속성 테스터

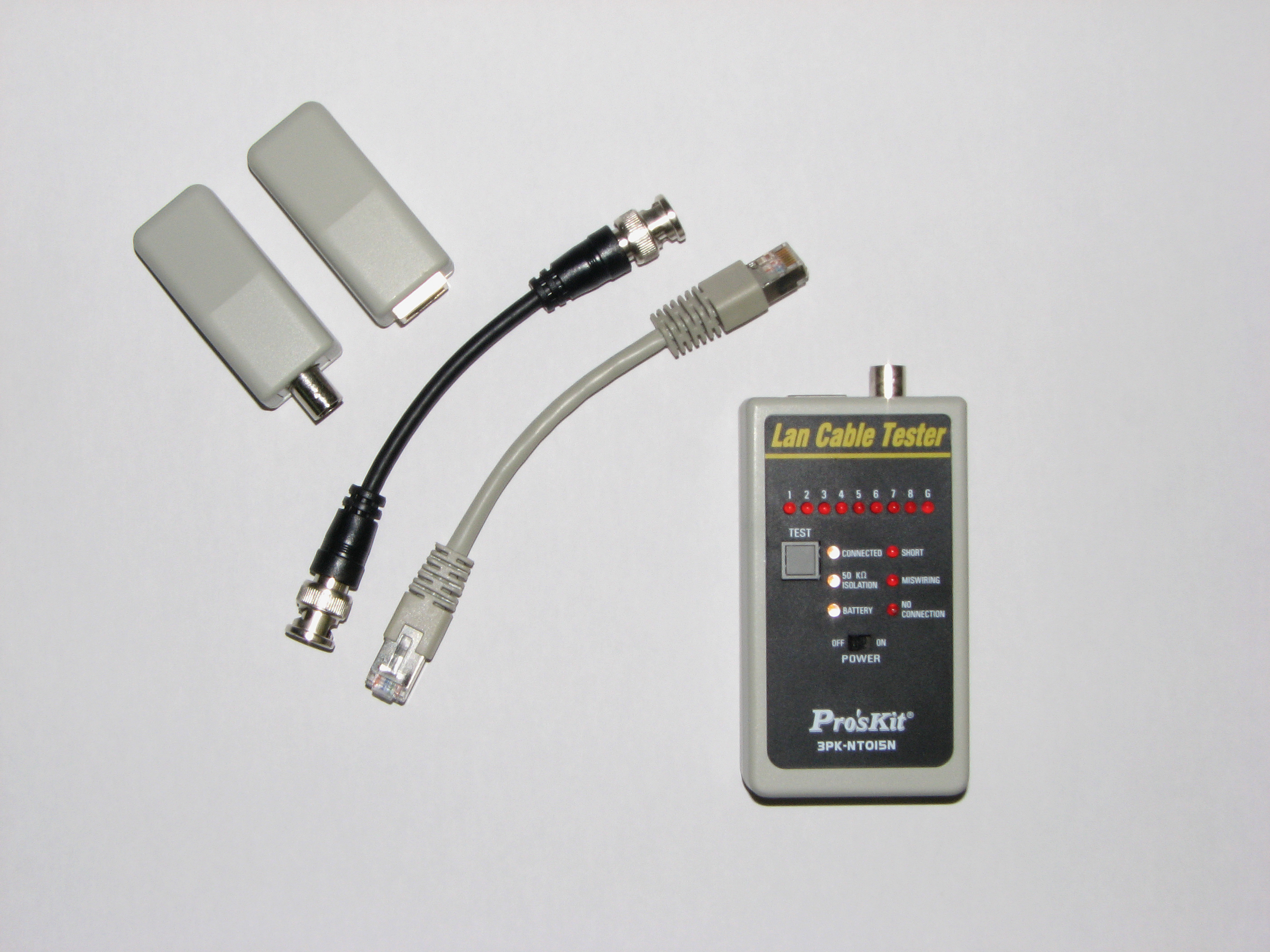
초급 케이블 테스터는 본질적으로 연속성 테스터이다.

연속성 테스터(영어: Continuity tester)는 두 지점 사이에 전기적 경로를 설정할 수 있는지 여부를 결정하는 데 사용되는 전기 테스트 장비이다. 즉, 전기 회로를 만들 수 있는지 여부를 결정한다. 테스트 대상 회로는 장치를 연결하기 전에 완전히 전원이 차단된다.

## 상세 정보
테스터는 전원(일반적으로 배터리)과 직렬로 연결된 표시기, 그리고 두 개의 테스트 리드로 구성된다. 테스트 리드 사이에 완전한 회로가 설정되면 표시기가 활성화된다.
표시기는 전등 또는 버저일 수 있다. 이로 인해 "회로를 버징 아웃한다"(연속성을 테스트한다는 의미)는 용어가 생겨났다. 가청 연속성 버저 또는 비퍼는 일부 멀티미터 모델에 내장되어 있으며, 연속성 설정은 일반적으로 옴미터 설정과 공유된다.
인기 있는 디자인은 테스터와 표준 손전등이 결합된 형태이다. 장치 뒷면에 있는 폰 커넥터 또는 잭 플러그를 사용하면 테스트 리드를 연결하여 두 용도 사이를 빠르게 전환할 수 있다.
높은 저항 회로에서 연속성 테스트를 수행해야 하거나, 과도한 전류로 손상될 수 있는 섬세한 도체 및 민감한 부품이 있는 상황에서는 저전압, 저전류 장치를 사용해야 한다. 이러한 장치들은 일반적으로 연산 증폭기와 시계 배터리를 사용하여 LED를 표시기로 구동한다. 이 테스터들은 매우 민감하여, 예를 들어 테스트 포인트가 양손으로 잡혔을 때도 표시할 수 있다.
간단한 연속성 테스트로 문제를 파악하지 못하는 경우가 있다. 예를 들어, 자동차 배선에서 진동으로 인한 문제는 표준 테스터가 반응하기에 단락 또는 개방 상태가 충분히 유지되지 않기 때문에 감지하기가 매우 어려울 수 있다.
이러한 응용 분야에서는 래칭 연속성 테스터가 사용된다. 더 복잡한 장치로, 간헐적인 개방 및 단락뿐만 아니라 정상 상태 조건도 감지한다. 이러한 장치에는 빠른 작동 전자 스위치(일반적으로 슈미트 트리거)가 포함되어 게이트 비안정 멀티바이브레이터를 형성하며, 밀리초 미만의 간헐적 조건에 대해 표시기를 감지하고 고정(래치)한다.

## 같이 보기
- 케이블 테스터
- 연속성 테스트
- LED 회로
- 솔레노이드 전압계
- 테스트 라이트